# Hèbrides Interiors

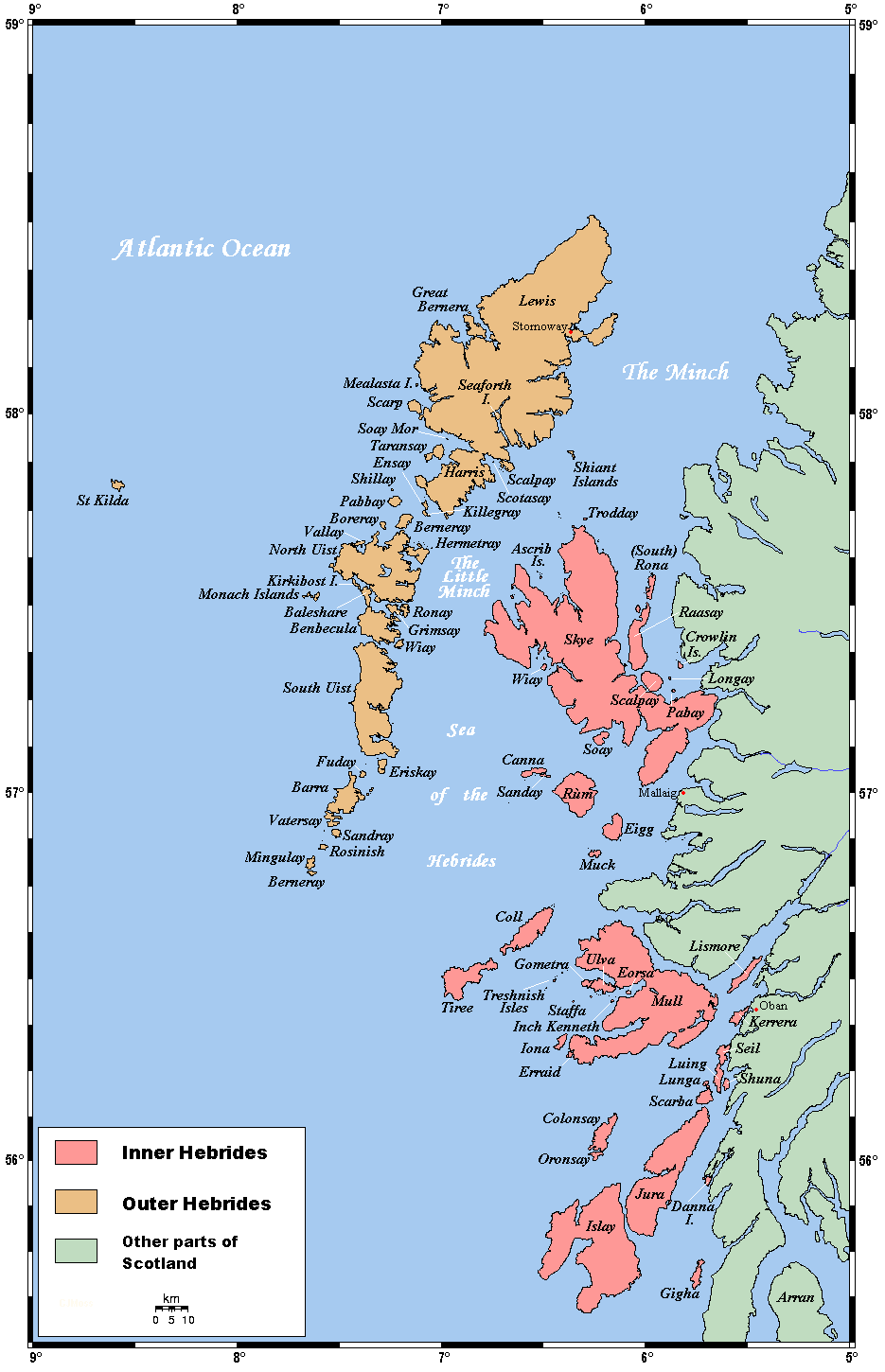
Situació de les Hèbrides Interiors (en vermell) dins del conjunt de l'arxipèlag

Les Hèbrides interiors (Na h-Eileanan a-staigh en gaèlic, Inner Hebrides en anglès) són un grup d'illes situades al nord-oest d'Escòcia pertanyents a l'arxipèlag de les Hèbrides.
Normalment són dividides en dos grups:

## Les illes del Nord
Les Hèbrides interiors del Nord comprenen l'illa de Skye, les Small Isles i d'altres illes encara més petites que envolten Skye:
- Eigg
- les Illes Ascrib
- les Illes Crowlin
- Isay
- Longay
- Muck
- Ornsay
- Raasay
- Pabay
- Rùm
- Scalpay, Soay, South Rona
- Wiay

## Les illes del Sud
Les Hèbrides Interiors del sud comprenen Mull, Islay, Jura, les Illes Slate, les Illes Treshnish i d'altres illes més petites que envolten Mull:
- Calve, Cara, Carna, Coll, Colonsay, Oronsay
- Eileach an Naoimh, Eilean Dubh Mòr, Eilean Macaskin, Eilean Rìgh, Eorsa, Erraid
- Garbh Eileach, Gigha, Gometra, Gunna, Shuna
- Iona, Inch Kenneth
- Kerrera
- Lismore, Little Colonsay, Luing, Lunga
- Scarba, Seil, Shuna, Staffa
- Texa, Tiree
- Ulva